# Caussens
Caussens is een gemeente in het Franse departement Gers (regio Occitanie) en telt 618 inwoners (2005). De plaats maakt deel uit van het arrondissement Condom.

## Geografie
De oppervlakte van Caussens bedraagt 13,3 km², de bevolkingsdichtheid is 46,5 inwoners per km².
De onderstaande kaart toont de ligging van Caussens met de belangrijkste infrastructuur en aangrenzende gemeenten.

## Demografie
Onderstaande figuur toont het verloop van het inwonertal (bron: INSEE-tellingen).